# Црквена општина
Црквену општину (ЦО) сачињавају вјерници са свештеником на једној одређеној територији која може обухватити једно или више мјеста.

## Парохије
Црквену општину сачињава једна или више парохија. Парохије у једном мјесту сачињавају једну црквену општину. Изузетно, гдје је преко 50.000 православних душа може се образовати и више црквених општина. Одлуку о оснивању црквене општине доноси епархијски архијереј у споразуму са епархијским црквеним судом и епархијским управним одбором, о чему извјештава Свети архијерејски синод и Патријаршијски управни одбор.
Црквена општина није исто што и парохија. Свака парохија има на челу свога пароха (који има да станује у самој парохији) док црквену општину могу сачињавати више парохија односно и више пароха. Међутим, једна парохија може за себе бити и једна црквена општина. Све парохије у једном мјесту сачињавају само једну црквену општину. Дакле, једна парохија може чинити само једну црквену општину док једна црквена општина може имати у себи и више парохија.

## Органи ЦО
Црквена општина има статус правног лица. Органи црквене општине су црквеноопштински савјет и црквеноопштински управни одбор.
Црквеноопштински савјет је представништво у пословима црквеноопштинске самоуправе. Бирају га мушки и женски чланови црквене општине који су навршили 21 годину живота и који нису изгубили црквено бирачко право. Број чланова одређује епархијски управни одбор. Сви пароси старјешине храмова су чланови црквеноопштинског савјета по своме звању.
Црквеноопштински управни одбор је извршна (управна и надзорна) власт у пословима спољашње црквене управе у црквеној општини и извршни орган црквеноопштинског савјета. Чланове управног одбора, осим чланова по свом положају, бира црквеноопштински савјет из своје средине на шест година.